# Альтфатер, Михаил Егорович
Михаил (Михаил Антон Сигизмунд) Егорович (Георгиевич) Альтфатер (1840—1918) — генерал от артиллерии, член Государственного Совета.

## Биография
Родился 8 (20) октября 1840 года в Санкт-Петербурге. Его родителями были командир 1-й лейб-гвардии артиллерийской бригады, комендант Свеаборга генерал-лейтенант Егор Христианович Альтфатер (1799—1862) и Евгения Фёдоровна (1816—1906), дочь Фёдора Богдановича Гаазе. Брат и сестра: Елена Элизабет (1838—1913) и Василий (1842—1909, генерал-лейтенант, начальник Санкт-Петербургского арсенала).
30 августа 1855 года Альтфатер поступил на службу фейерверкером и 3 марта 1857 г. произведён в юнкеры. По окончании сперва Михайловского артиллерийского училища (в 1860 г.), а затем и Михайловской артиллерийской академии, Альтфатер был произведён 16 июня 1860 г. в прапорщики и оставлен при академии. Произведённый 19 сентября 1861 г. в подпоручики, Альтфатер 3 июля 1862 г. поступил в конно-артиллерийскую облегчённую № 2 батарею и в начале сентября был назначен исполняющим дела помощника столоначальника при артиллерийском департаменте военного министерства; по упразднении департамента 26 января 1863 г. занял должность помощника столоначальника Главного артиллерийского управления; 1 июля 1863 г. произведён в поручики.
18 января 1865 года Альтфатер был назначен столоначальником Главного артиллерийского управления, но этот пост занимал немногим менее года и 6 декабря отчислился в строй 3-й гвардейской и гренадерской артиллерийской бригады. За время нахождения в бригаде Альтфатер был последовательно произведён в чины штабс-капитана (29 августа 1867 г.), поручика лейб-гвардии (23 ноября 1867 г.), штабс-капитана лейб-гвардии (12 апреля 1870 г.), капитана лейб-гвардии (8 апреля 1873 г.); также он был награждён орденами Св. Анны 3-й степени (22 марта 1871 г.), Св. Станислава 3-й степени (30 августа 1873 г.) и Св. Анны 2-й степени.
13 января 1877 года назначен командиром 1-й батареи в своей бригаде, с которой и отправился на театр военных действий в Турцию; 27 марта 1877 г. произведён в полковники.
За участие в боях при Телише, Плевне и за переход через Балканы Альтфатер был 31 марта 1878 года награждён орденом Св. Владимира 4-й степени с мечами и бантом, золотым оружием с надписью «За храбрость» и мечами к ордену Св. Анны 2-й степени.
После войны Альтфатер продолжал службу на прежнем месте и в прежней должности; 11 октября 1889 года он был произведён в генерал-майоры и назначен сперва  командиром 10-й артиллерийской бригады, затем, с 14 января 1891 года — командиром 23-й артиллерийской бригады и 4 марта 1892 года — помощником начальника Главного артиллерийского управления.
Произведённый 28 января 1898 года в генерал-лейтенанты, 3 июля 1899 года он занял должность исправляющего дела товарища генерал-фельдцейхмейстера и утверждён в этой должности 23 июня 1900 года.
Деятельность Альтфатера у кормила всего артиллерийского дела обнимает последний период подготовки нашей артиллерии к тому строгому испытанию, каким явилась для неё русско-японская война 1904—1905 гг. Она обнаружила позднее снабжение частей скорострельными орудиями (иногда уже на походе), полное отсутствие горных скорострельных пушек, несовершенство трубок, воспламеняющих разрывной заряд в снаряде, — несовершенство, не позволявшее стрелять через головы пехоты без серьёзного риска поражать своих, незнание высшими артиллерийскими начальниками свойств и способов употребления артиллерии в бою и так далее. К этому надо ещё прибавить, что такие важные издания, как «Краткое наставление для службы при 3-дюймовой скорострельной пушке», «Краткое наставление для обращения с 3-линейным автоматическим пулеметом системы Максима», описание этого пулемета, а также новые правила стрельбы для мортирной батареи были напечатаны, пересоставлены и розданы частям лишь в 1904 году, когда война была уже в разгаре. Всё это, конечно, не могло не отразиться на действиях русской артиллерии в бою и послужило поводом для увольнения 6 декабря 1904 года от должности, в тот же день Альтфатер был назначен членом Государственного совета. После реформы Государственного совета в 1906 году к присутствию на заседаниях не назначался; 6 декабря 1906 года был произведён в генералы от артиллерии. Был награждён орденами: Св. Владимира 3-й степени (30.04.1882), Св. Станислава 1-й степени (30.08.1893), Св. Анны 1-й степени (14.05.1896), Св. Владимира]] 2-й степени (01.01.1901), Белого Орла (06.12.1903). В день 50-летия службы Альтфатера в офицерских чинах, исполнившегося 16 июня 1910 года, ему был пожалован орден Св. Александра Невского. 
Умер 24 августа 1918 года в Петрограде, похоронен на Волковом лютеранском кладбище.

## Семья
Был женат на Евгении Петровне Корнилович (1845—1912). У них было двое сыновей: Борис (1881—не ранее 1916, полковник) и Василий (1883—1919, контр-адмирал).